# José Teixeira Barreto

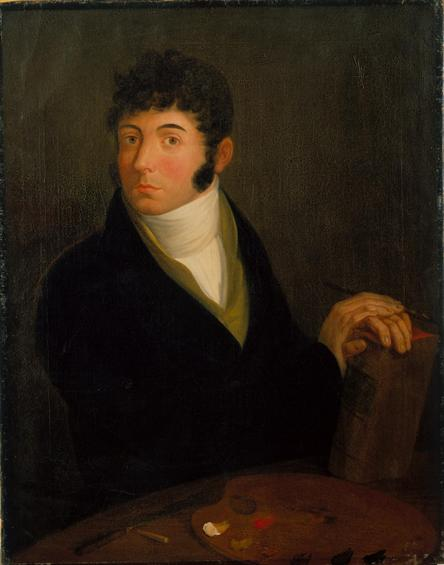
Auto-retrato de José Teixeira Barreto, Museu Nacional de Soares dos Reis

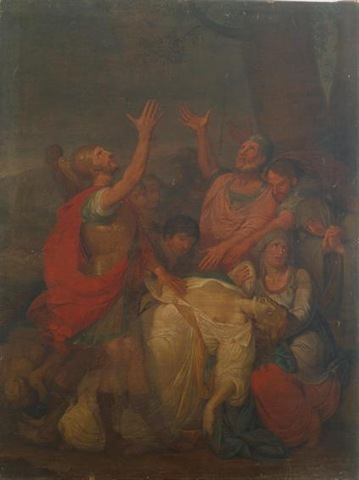
José Teixeira Barreto, Juramento de Viriato no Museu Nacional Soares dos Reis

José Teixeira Barreto foi um pintor Português. Natural do Porto, nasceu na freguesia de Santo Ildefonso extra-muros daquela cidade, no dia 19 de março de 1763, filho de Domingos Teixeira Barreto, pintor, e de Josefa Maria Angélica, sua mulher, moradores na rua chamada do Padrão das Almas da dita freguesia. 
Tendo apenas recebido do seu pai alguns princípios de arte e chegado à idade de 19 anos foi furtivamente receber o hábito de S. Bento no Mosteiro de Tibães, cabeça daquela congregação, no dia 21 de novembro de 1782 pelas 3 horas da tarde, tomando em memória daquele mesmo dia o nome de Frei José da Apresentação. Daqui passou conventual para o de S. Bento da Saúde e matriculou-se logo na Aula de Desenho, que frequentou alguns anos sempre como aluno extraordinário. E como de dia em dia crescesse nele o vivo desejo de se adiantar na pintura, rompeu no excesso de partir para Roma, onde teve a fortuna de encontrar a generosa proteção de D. Alexandre de Souza Calhariz e Holsthein, ali Embaixador de Portugal, que não só lhe consignou uma pensão mensal, mas até lhe obteve secularizá-lo para melhor poder continuar seus estudos.
Esteve primeiramente debaixo da direção de Marcelo Lombardi; depois seguiu os ditames de José Cadiz; consultou por algum tempo Ganharau, célebre pintor de batalhas; e finalmente adotando um método mais caprichoso que regular assim formalizou uma maneira toda sua. Não obstante voltou à pátria muito aproveitado, tendo decorrido algumas cidades da Itália, França e Espanha, e foi promovido na Cadeira de Desenho da Academia do Porto com o ordenado anual de seiscentos mil reis, que desfrutou poucos anos.
Morreu em 6 de novembro de 1810, contando apenas 48 anos e 8 meses de idade. Jaz na Igreja do Mosteiro de S. Bento da cidade do Porto, onde se mandou enterrar com o seu competente hábito, que pediu, e recebeu revalidando todos os votos de sua profissão antes de falecer.
Deixou muitos quadros naquela cidade, que servem de ornato e enriquecem várias igrejas. No Mosteiro de S. Bento da Saúde há um quadro da sua mão, na escada principal, logo no primeiro lanço. É a cópia fiel de S. Paulo primeiro ermita tirada de um original, de boa mão que está na sacristia daquele mesmo mosteiro.